# Cold Like War
Cold Like War es el quinto álbum de estudio de la banda estadounidense de metalcore We Came as Romans. Fue lanzado el 20 de octubre de 2017 y es su primer álbum a través de SharpTone Records. Este es el primer álbum de la banda que presenta al nuevo baterista David Puckett, quien reemplazó al baterista Eric Choi, y el último con el cantante Kyle Pavone antes de su muerte en agosto de 2018.

## Lista de canciones
| N.º | Título                                                           | Duración |  |
| 1.  | «Vultures with Clipped Wings»                                    | 4:05     |  |
| 2.  | «Cold Like War»                                                  | 3:46     |  |
| 3.  | «Two Hands»                                                      | 3:54     |  |
| 4.  | «Lost in the Moment»                                             | 4:13     |  |
| 5.  | «Foreign Fire»                                                   | 3:54     |  |
| 6.  | «Wasted Age»                                                     | 3:47     |  |
| 7.  | «Encoder»                                                        | 3:20     |  |
| 8.  | «If There's Nothing to See» (con Eric Vanlerberghe de I Prevail) | 4:35     |  |
| 9.  | «Promise Me»                                                     | 3:45     |  |
| 10. | «Learning to Survive»                                            | 4:30     |  |

## Posicionamiento en lista
| Lista (2017)                   | Posiciones |
| ------------------------------ | ---------- |
| Estados Unidos (Billboard 200) | 61         |